# Jem Bendell
Jem Bendell (London, 1972. október 12. –) a fenntartható vezetés emeritus professzora volt a Cumbriai Egyetemen, az Egyesült Királyságban. Nevét talán legtöbben onnan ismerhetik, hogy ő alkotta meg a „mélyalkalmazkodás” fogalmát 2018-ban azon egyének és közösségek számára, akik már tisztán látják (vagy akár már javában megtapasztalják) az éghajlatváltozás következményeit. 2019-ben megalapította a Deep Adaptation Forumot a célból, hogy elősegítse az összekapcsolódást és támogassa az egyes emberek, csoportok közötti kommunikációt. Mindezt annak érdekében, hogy segítse az embereket a társadalmi zavarokkal kapcsolatos egyéni és közösségi szintű hatékony válaszok kidolgozásában, amelyek nagyrészt az éghajlatváltozás következtében jönnek létre.

## Karrier
Bendell 1995-ben diplomázott a Cambridge-i Egyetem földrajz szakán, pályafutását pedig a World Wide Fund for Nature UK szervezetnél kezdte. Itt többek között részt vett a Forest Stewardship Council és a Marine Stewardship Council célkitűzéseinek kialakításában. Kiemelten foglalkozott a civil szervezetek és az üzleti szféra közötti kapcsolatok elemzésével, mivel szeretett volna rámutatni az ebben rejlő lehetőségekre. Mindeközben felhívta a figyelmet a hatalmi egyenlőtlenségekre és arra, hogy az üzleti szféra céljaira jóval nagyobb hangsúlyt fektetnek a nonprofit szervezetek céljaihoz képest.
A Bristoli Egyetemen szerzett PhD tudományos fokozatot.
2006-ban Bendell a World Wide Fund for Nature UK szervezettel való együttműködés keretében a luxusmárkák társadalomra és környezetre gyakorolt hatásait kutatta. Ennek eredményeként a Deeper Luxury: Quality and Style When the World Matters című jelentését 2007 végén több, mint 50 újságban közölték világszinten. A jelentés szerint a luxusmárkák nem felelnek meg a vásárlók azon elvárásainak, amelyek a társadalmi és környezetvédelmi kérdésekkel kapcsolatos magas szintű teljesítményre vonatkoznak.
Részt vett a globalizációellenes mozgalomban is, később pedig készített egy ENSZ-jelentést az üzleti és a civil szféra közötti konfliktusról. Megalapított egy szakmai szolgáltató céget Lifeworth néven, amely a fejlődést és a haladást támogatta, és többnyire ENSZ-ügynökségekkel működött együtt. Mindemellett részmunkaidőben a  Griffith Business School menedzsment professzoraként is dolgozott. 2008-ig több, mint ötven tanulmányt, két könyvet és négy ENSZ-jelentést publikált.
Az ENSZ intézményi keretein belül végzett tanácsadói tevékenységét követően Bendell 2012-ben csatlakozott a Cumbria Egyetemhez, és megalapította az Institute for Leadership and Sustainability (IFLAS) intézményét. Eme tevékenységének köszönhetően a Világgazdasági Fórum testületétől megkapta a Young Global Leader titulust,  ám Bendell valamivel később kritikával illette ezt a rendszert és az egész hálózatot, elitistának és neoliberálisnak nevezte őket. Egy 2011-es TEDx előadásában a pénzügyi reformrot, a a kiegészítő valutákat és a Bitcoint is megemlítette, valamint azt is megjósolta, hogy a Facebook saját valutát fog majd bevezetni.
A 2014-ben megjelent Healing Capitalism című könyvében Bendell a magántulajdon tiszteletben tartásának egy új módját javasolta, amely szerint a tulajdonjogok köteleznék a tulajdonosokat (és vagyonkezelőiket) arra, hogy bizonyíthatóan elszámoltathatók legyenek mindazokkal szemben, akiket a tulajdonuk közvetlenül érint. A „tőke elszámoltathatósága” iránti igény arra kényszerítené a részvényeseket, hogy ugyanolyan mértékben vegyék figyelembe a vállalatok érintettekkel való elszámolását, mint ahogyan a részvényárfolyammal vagy az osztalékkal kapcsolatos kérdéseket.
A 2017-es brit parlamenti választásokon a stratégiai kommunikációval kapcsolatos témakörökben tanácsokat adott a Munkáspárt vezetőjének.
2022-ben Bendell részt vett a COP27 klímakonferencián Egyiptomban, és két figyelemreméltó beszédet is tartott a jelenlévő küldöttek számára. Első körben arra hívta fel a résztvevők figyelmét, hogy a légkörben lévő aeroszol mennyiségének csökkenése miatt a globális átlaghőmérséklet jelentősen emelkedni fog. Másodsorban pedig arra figyelmeztetett, hogy erőre fog kapni egy újfajta klímaszkepticizmus, amely minden intézkedést autoriter indíttatásúnak fog tekinteni. Bendell többek között eme két irányzat kapcsán - egyfajta válasz formájában - ajánlotta a mélyalkalmazkodást és az ökolibertarianizmust
2023-ban Bendell az indonéziai Bali szigetére költözött, ahol egy regeneratív gazdálkodással foglalkozó iskolát hozott létre. 

## Mélyalkalmazkodás

### A kezdeti vita
Jem Bendell pályafutása 2018-ban egy fordulóponthoz érkezett, miután 2018 júliusában megjelent a „Mélyalkalmazkodás: Útmutató az éghajlati tragédiához” című tanulmánya.  A tanulmányt az “Institute for Leadership and Sustainability at the University of Cumbria” honlapján tették közzé, mert mint azt az első bekezdésében kifejtette: „Ezt a tanulmányt a “Sustainability Accounting, Management and Policy Journal (SAMPJ)” című folyóirat kritikusai elutasították, és olyan jelentős változtatásokat kértek, amelyekről a szerző úgy vélte, hogy eredeti szándékaival nem összeegyeztethetőek.”
Ezek a nézeteltérések végül egy vitához vezettek. 2019 februárjában a Tyndall Centre for Climate Change Research egyik vezető kutatója azt nyilatkozta egy riporternek, hogy egyetért Bendell átfogó értékelésével: „Úgy gondolom, hogy a társadalmi összeomlás valóban elkerülhetetlen” – mondta Erik Buitenhuis, „bár maga a folyamat valószínűleg évtizedekig vagy akár évszázadokig is elhúzódhat majd. Még ugyanabban az évben egy hírműsorban egy másik vezető éghajlatkutató épp az ellenkezőjét állította. Michael E. Mann azt nyilatkozta, hogy Bendell tanulmánya “téved a tudományos kérdésekben és a folyamat hatásait illetően: nincs hiteles bizonyíték arra, hogy elkerülhetetlenül szembe kell majd néznünk egy közeljövőben bekövetkező összeomlással”.
 

A nézeteltérések némileg enyhültek, amikor Bendell 2020-ban közzétette a tanulmány egy átdolgozott változatát. Az átdolgozott változat bevezetőjének első mondatával egyértelművé tette, hogy a társadalmi összeomlás elkerülhetetlensége az ő személyes véleménye, nem pedig egy tudományosan megalapozott tény: “Ennek az elképzeléseken alapuló dokumentumnak az a legfőbb célja, hogy az olvasók számára lehetőséget biztosítson azzal kapcsolatban, hogy újraértékelhessék a munkájukat és életüket annak fényében, miszerint én elkerülhetetlennek tartom az éghajlatváltozás miatt bekövetkező társadalmi összeomlást.” A tanulmányban többek között azt is kifejti, hogy:
Ezen lehetséges forgatókönyvek mindegyikéhez - összeomlás, katasztrófa, kihalás - a tudósok különböző mértékű valószínűséget rendelnek. Ugyanarról a forgatókönyvről egyesek lehetségesként, mások valószínűként, megint mások elkerülhetetlenként írnak. Személyes beszélgetéseket folytattam mind a fenntarthatóság és az éghajlattudomány szakértőivel, mind pedig olyanokkal, akik kevésbé voltak jártasak és érintettek a témában. Úgy találtam, hogy az emberek a forgatókönyveket és valószínűségeket nem az adatok és azok elemzése alapján választják ki és részesítik előnyben, hanem sokkal inkább aszerint, mely történettel szeretnének együtt élni. Ez azon pszichológiai kutatásokkal is egybecseng, miszerint egyikünk sem pusztán egy logikai alapokon működő gépezet, hanem az információkat történetekké alakítjuk át az alapján, hogy a dolgok hogyan és miért kapcsolódnak egymáshoz (Marshall, 2014). Ezen folyamat alól senki sem kivétel. Jelen esetben úgy döntöttem, az információkat a következők szerint értelmezem: az összeomlás elkerülhetetlen, a katasztrófa valószínű, a kihalás lehetséges.
A The New York Times című napilapban 2020-ban megjelent interjúban Bendell kifejtette, hogy a társadalmi összeomlás elkerülhetetlenségének érzése nem csupán abból ered, hogy némileg szabatosan, saját szájíze szerint tanulmányozta az éghajlatváltozással kapcsolatos tudományos publikációkat. Azt is mondta:
Saját következtetésem, miszerint már túl késő megakadályozni a modern civilizáció összeomlását, és a legtöbb országban még a mi életünk során bekövetkezhet, nem pusztán az éghajlattudomány elemzésén alapul. Véleményemet a társadalomról, a politikáról és a gazdaságról alkotott nézeteimre alapozom, mivel öt kontinens mintegy 25 országában tevékenykedtem. Dolgoztam az ENSZ kormányközi részlegén, részt vettem a Világgazdasági Fórumon, valamint vezető pozícióban voltam környezetvédelmi csoportokban és a befektetési alapok igazgatótanácsában. 

### Társadalmi hatások
A tanulmányra adott válaszok összességében megoszlottak mind a tudományos, mind pedig a szélesebb körű közönség körében.  Egyes kritikusok úgy tekintettek a mélyalkalmazkodásra, mint egy kevésbé megalapozott, "világvégeváró" szemléletre, amely csökkentheti a cselekvések hatékonyságát és a rendszerszintű változtatásokra irányuló erőfeszítéseket, amelyek célja az éghajlatváltozás következményeinek enyhítése.  Mások azt állították, hogy Bendellnek a „megtartás, elengedés, helyreállítás és a megbékélés” (a „4 R”) szemléletét tartalmazó keretrendszere hasznosan támogathatja az egyéni és közösségi megközelítéseket, amelyek célja az éghajlatváltozás már folyamatban lévő és valószínűleg egyre súlyosbodó hatásaihoz való alkalmazkodás.  

2022-ben egy kedvező véleménycikk jelent meg az Egyesült Királyságban, a Church Times című folyóiratban. A szerző a “Mélyalkalmazkodás” című tanulmányt és annak növekvő befolyását hangsúlyozta, amelyet ő maga kedvezőnek tartott. Rámutatott a Bendell által szorgalmazott „4 R” keretrendszerre, és arra a következtetésre jutott, hogy ezek „a szempontok egyaránt kiemelt jelentőséggel bírnak a keresztény vallású emberek számára”. Ismert keresztény hitvallású személyeket hozott fel példának: Michael Dowd unitárius és Richard Rohr ferences papot. Közvetlenül Bendell tanulmányából idézve:
A helyzet súlyosságára való tekintettel Bendell professzor „felszólítja az embereket, hogy kötelezzék el magukat eme ügy mellett és a társadalmak felbomlása, illetve összeomlása során cselekedjünk úgy, hogy az mindannyiunk javára váljék”. Valamint fogadjunk el „egy olyan erkölcsös magatartásformát, amely elkötelezett, nyíltszívű és nyitott gondolkodással bír a tekintetben, hogyan éljünk és hogyan reagáljunk az eseményekre.” 
A tanulmány idővel egyre népszerűbbé vált. 2023-ig már több, mint egymilliószor töltötték le. Jelentős hatással volt az Extinction Rebellion alapítóira    és ez hozzájárult a több ezer tagot számláló online közösségek kialakulásához. A Deep Adaptation Forum 2019-ben alakult meg azzal a céllal, hogy összekapcsolja és támogassa azokat az embereket, akik az „elkerülhetetlen” társadalmi összeomlás tudatában szeretnék megismerni, hogyan tudják „csökkenteni a szenvedést, miközben igyekeznek a lehető legtöbbet megmenteni a társadalomból és a természeti világból”.
Bendell 526 oldalas könyve 2023-ban jelent meg a Schumacher Intézet gondozásában.     A könyv továbbviszi és kidolgozza személyes elképzelését a mélyalkalmazkodásról, felhasználva a kollapszológia új és hagyományos tudományterületeit, megkülönböztetve a progresszivizmus uralkodó világképétől . A Breaking Together: A Freedom-Loving Response to Collapse (Összetörve - Őszinte válasz az összeomlásra) című könyvében kifejti, hogy szerinte a társadalmi összeomlás ma már nemcsak, hogy „elkerülhetetlen”, hanem „már folyamatban van”, különös tekintettel a világ kevésbé kiváltságos részeire. A “Doomster” kifejezést mintegy címkeként használja saját magára, és mindeközben kedvező színben tünteti fel azon kollégáit is, akik "post-doomster" jelzővel illetik saját nézőpontjukat.  

## Fordítás
Ez a szócikk részben vagy egészben  a   Jem Bendell című angol Wikipédia-szócikk ezen változatának fordításán alapul.  Az eredeti cikk szerkesztőit annak laptörténete sorolja fel. Ez a jelzés csupán a megfogalmazás eredetét és a szerzői jogokat jelzi, nem szolgál a cikkben szereplő információk forrásmegjelöléseként.

## Válogatott bibliográfia
- McIntosh, Malcolm. Chapter 14: Currencies of transition, The Necessary Transition: The Journey Towards the Sustainable Enterprise Economy (angol nyelven). Greenleaf (2013. március 19.). ISBN 978-1-906093-89-1
- Bendell, Jem. Healing Capitalism: Five Years in the Life of Business, Finance and Corporate Responsibility (angol nyelven). Greenleaf Publishing (2014. március 31.). ISBN 9781906093914<ref>Benardete: Why we are all responsible for solving climate change (angol nyelven). World Economic Forum, 2015. szeptember 23.
- Bendell, Jem (2018-07-27). "Deep adaptation: a map for navigating climate tragedy".
- Bendell, Jem.szerk.: Extinction Rebellion: Chapter 11: Doom and bloom: adapting to collapse, This Is Not a Drill: An Extinction Rebellion Handbook. Penguin, 73–80. o. (2019. március 19.). ISBN 9780141991443<ref>O'Keeffe. „This Is Not a Drill review – an Extinction Rebellion handbook”, The Guardian, 2019. augusztus 7. (Hozzáférés: 2019. december 18.)
- Bendell, Jem. Breaking Together: A Freedom-Loving Response to Collapse. Bristol: Good Works - Schumacher Institute (2023. március 19.)